# Strumigenys zakharovi
Strumigenys zakharovi is een mierensoort uit de onderfamilie van de Myrmicinae. De wetenschappelijke naam van de soort is voor het eerst geldig gepubliceerd in 1993 door Dlussky.